# Changhua
Changhua (Hokkien POJ: Chiong-hòa o Chiang-hòa), oficialmente conocida como la ciudad de Changhua, es una ciudad-condado y la sede del condado de Changhua en Taiwán. Durante muchos siglos, aquí hubo un asentamiento de personas de etnia babuza, una tribu costera de aborígenes taiwaneses. La ciudad de Changhua ocupa el primer lugar según la población entre las ciudades administradas por el condado. Históricamente, la ciudad de Changhua fue una base para los Han cuando invadieron Taiwán y para defenderse de los aborígenes taiwaneses, se construyó una fortaleza construida con bambú. Así Changhua ha ganado su nombre como "Ciudad de Bambú".

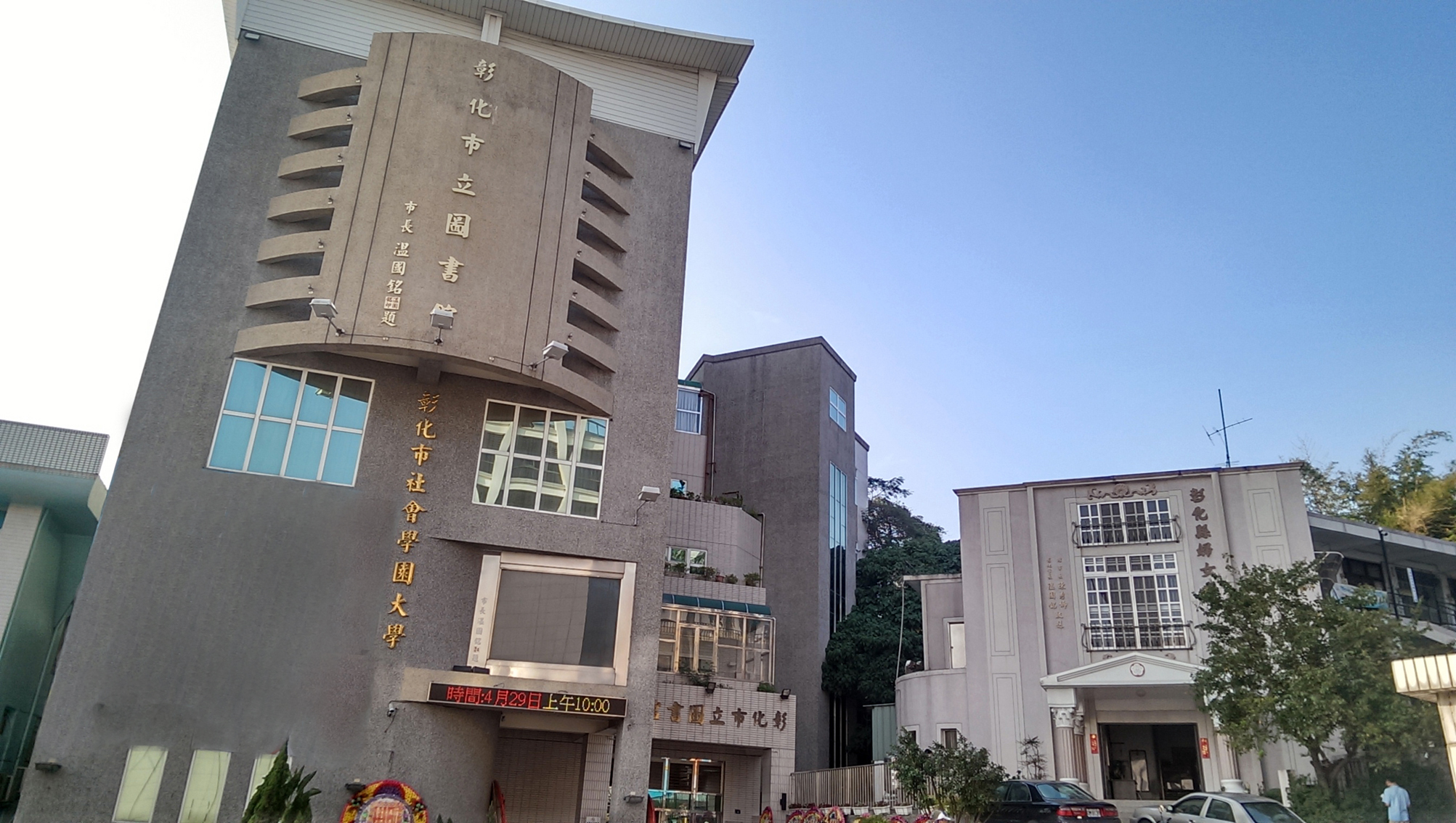
Biblioteca de la ciudad de Changhua.

Changhua es conocido por su histórica estatua del Gran Buda. Con 26 metros de altura, la estatua se encuentra en la cima de la montaña Bagua, que domina la ciudad. La pasarela principal hasta el gigante está llena de estatuas de figuras de la tradición budista. Otro sitio de interés es el templo más antiguo de Taiwán que rinde homenaje a Confucio.

## Historia
Poasoa (transliterado al chino: 半線; Pe̍h-ōe-jī: Pòaⁿ-sòaⁿ) fue una vez un centro de poblamiento para el pueblo Babuza (una tribu aborigen de las llanuras). Durante el período holandés, el área estaba bajo la administración de Favorlang (hoy en día Huwei, Yunlin) y estaba controlada por la Compañía Neerlandesa de las Indias Orientales. Durante el asedio del Fuerte Zeelandia, el área también fue una de las bases de ataque y defensa central de Koxinga. Durante la inmigración china del siglo XVII, la ciudad de Changhua fue una de las cuatro ciudades con mayor inmigración; fue uno de los asentamientos chinos más antiguos de los Han.
En 1694, la aldea de Poasoa (半線庄) se había establecido. Desde finales del siglo XVII hasta finales del XIX, la zona continuó siendo uno de los principales asentamientos urbanos en el centro de Taiwán. En 1723, se estableció el condado de Changhua, luego de la rebelión de Zhu Yigui. A pesar de eso, continuaron las rebeliones y las guerras civiles.

### Dominio japonés
El origen de la actual ciudad de Changhua se atribuye a la administración japonesa, ya que convirtieron a la ciudad en la sede oficial del condado en 1897 bajo Taichū Ken (en japonés: 臺中縣). Durante esta era, la pronunciación japonesa Shōka entró en uso, junto con las "ortografías chinas" de "Changwha, Changhwa, Changhoa, Chanhue, Chan-hua, Tchanghoua".
En 1901, se estableció la unidad administrativa local Shōka Chō (廳), pero esta se fusionó con Taichū Chō (廳) en 1909. En 1920, Shōka fue gobernada bajo la nueva prefectura de Taichū. En 1933, las villas Ōtake (大竹 庄) y Nankaku (南 郭庄) se fusionaron con el municipio de Shōka y se actualizaron a ciudad de Shōka.

### Posguerra
Después de la entrega de Taiwán de Japón a la República de China el 25 de octubre de 1945, la ciudad de Changhua se estableció como ciudad provincial de la provincia de Taiwán el 25 de diciembre del mismo año. El 30 de noviembre de 1951, se estableció la Oficina de la Ciudad de Changhua y, posteriormente, el 1 de diciembre de 1951, se desclasificó como ciudad-condado y se convirtió en la sede del condado de Changhua hasta hoy.

## Geografía
La ciudad de Changhua tiene muchas tierras planas, sin embargo, las tierras planas están divididas en dos porciones por la Cordillera Central de Taiwán. Uno en el área sudeste y el otro en el área noroccidental. El área del noreste, aunque es plana, a menudo se ve afectada por la erosión del suelo causada por los tifones durante el verano, por lo que no es adecuada para vivir.
La temperatura promedio de la ciudad de Changhua es de 22.4 °C, anualmente, siendo julio el más caluroso y enero el más frío. La precipitación anual es de 1,723.4 mm, junio es el más húmedo y noviembre es el más seco. Las precipitaciones disminuyen hacia el oeste más cerca de la costa.

## Divisiones administrativas
La ciudad de Changhua se divide en los siguientes pueblos (en orden alfabético romanizado):
Anxi, Ayi, Baobu, Chenggong, Citong, Datong, Dazhu, Fuan, Fugui, Fushan, Futian, Fuxing, Guangfu, Guanghua, Guangnan, Guashan, Guosheng, Guyi, Hediao, Huabei, Huayang, Jiadong, Jianan, Jianbao, Jieshou, Kuaiguan, Longshan, Lunping, Minquan, Minsheng, Nanan, Nanmei, Nanxing, Nanyao, Niupu, Pinghe, Sancun, Shipai, Taifeng, Taoyuan, Tianzhong, Tungfang, Tungxing, Wanan, Wanshou, Wenhua, Wuquan, Xiabu, Xian Xiangshan, Xiangyang, Xingbei, Xinhua, Xinxing, Xinyi, Xishi, Xixing, Yangming, Yanhe, Yanping, Yongfu, Yongsheng, Zhangan, Zhangle, Zhongquan, Zhongshan, Zhongxiao, Zhongyang, Zhongzheng, Zhongzhuang, Zhuanyao, Zhuxiang y Zhuzhong.